# Полліанна (аніме)
Полліанна (яп. 愛少女ポリアンナ物語, Аі сьодзьо поріанна моноґатарі, Історія дівчинки кохання, Полліанни) — японське аніме, яке було випущено студією Nippon Animation, та входить до циклу «Кінотеатр світових шедеврів». Серіал складається з 51 серії. Прем'єрний показ відбувався протягом 12 січня 1986 року до 28 грудня 1986 року. Також аніме має повтори, які проводяться Animax з лютого 2007 року. В Україні серіал транслюється телеканалом Малятко TV, який також переклав та створив озвучення його нього українською мовою. Аніме створено за мотивами оповідання Полліанна та його продовженням Полліанна зростає які були написані Елеонор Портер.

## Сюжет
Полліанна — восьмирічна дівчинка, яка після смерті матері живе зі своїм батьком, священиком місцевої церкви. Між батьком і дочкою прекрасні відносини, батько навчає Полліанну «грі в радість», здатності завжди бачити в житті тільки позитивні сторони, незважаючи на негаразди. На жаль, одного разу батько помирає, і згідно з волею покійного, дівчинку відправляють жити до її тітки з боку матері — Поллі Гаррінґтон, яка вважає виховання племінниці всього лише за свій обов'язок.
Тітка Поллі вважала свого зятя винним у смерті своєї сестри, яка вийшла за нього заміж всупереч волі батьків, тому спершу вона відноситься до Полліанни досить холодно, але з часом вона починає любити свою племінницю. Тим часом Полліанна знаходить багато нових друзів, а завдяки її «грі в радість» усі вони стають щасливими.

## Персонажі

### Родина Гаррінґтонів
Полліанна Віттер (яп. ポリアンナ・ホイッティア, Porian'na Hoittia)
Сейю: Міцуко Хоріе
Головна героїня, відкрита і щира восьмирічна дівчинка. Донька пастора Джона та Дженні Уіттієр, а також племінниця Поллі Гаррінгтон. Вона стала сиротою втративши матір, коли їй було 4 роки, а батька — у 8 років. Полліанна дуже щира, чуйна та переймається турботами оточуючих, хоча іноді може бути трохи необачною. Через надто наївні й щирі висловлювання іноді її невірно розуміють, вважаючи, що вона говорить лестощі чи що вона дивна. Має кілька звичок: коли радіє — голосно і різко відкриває і закриває двері, обіймає співрозмовника. Її улюблена фраза — «Я дуже люблю (щось)». Вона любить спостерігати захід сонця, гарний одяг і особливо — світло призми.  У важкі хвилини розмовляє з маленьким дзеркальцем, що залишилось їй від матері. Трохи хвилюється через веснянки (які колись вважалися ознакою непривабливості).
Поллі Гаррінґтон (яп. ポリー・ハリントン, Porī Harinton)
Сейю: Масако Нодзава
Дженні Гаррінґтон (яп. ジェニー・ハリントン, Jenī Harinton)
Сейю: Наоко Ватанабе

### Друзі родини Гаррінґтонів
Ненсі Гартлі (яп. ナンシー・ハートリー, Nanshī Hātorī)
Сейю: Кейко Хан
Том Пейсон (яп. トム・ペイスン, Tomu Peisun)
Сейю: Кенічі Оґата
Тимоті Пейсон (яп. ティモシー・ペイスン, Timoshī Peisun)
Сейю: Хідеюкі Хорі
Дурґін Пейсон (яп. ダージン・ペイスン, Dājin Peisun)
Сейю: Такако Кондо
Джон Віттер (яп. ジョン・ホイッティア, Jon Hoittia)
Сейю: Тошіхіко Секі
Джон Пенделтон (яп. ジョン・ペンドルトン, Jon Pendoruton)
Сейю: Банджьо Ґінґа
лікар Томас Чилтон (яп. トーマス・チルトン博士, Tōmasu Chiruton Hakase)
Сейю: Хідеюкі Танака
Едвард Кент (яп. エドワード・ケント, Edowādo Kento)
Сейю: Масахара Сато

### Мале місто Мідвестерн
Гефзіба Вайт (яп. ヘプジバ・ホワイト, Hepujiba Howaito)
Сейю: Нобуко Терашіма
Карен (яп. カレン, Karen)
Сейю: Юкі Кудо
Джеремія Вайт (яп. ジェレミア・ホワイト, Jeremia Howaito)
Сейю: Осаму Сада
пані Л'юїс (яп. ルイスさん, Ruisu-san)
Сейю: Хіроко Такахаші

### Белдінґсвіль, Вермонт
Джимі Бін (яп. ジミー・ビーン, Jimī Bīn)
Сейю: Ейко Ямада
Мілдред "Міллі" Снов (яп. ミリー・スノー, Mirī Sunō)
Сейю: Маюмі Шьо
пані Снов (яп. スノーさん, Sunō-san)
Сейю: Таеко Наканіші
Гарольд (яп. ハロルド, Harorudo)
Сейю: Акіо Ноджіма
лікак Воррен (яп. ウォレン博士, Uoren Hakase)
Сейю: Махіто Тсуджімура
лікар Мід (яп. ミード博士, Mīdo Hakase)
Сейю: Коджі Тонані
пан Вілліс (яп. ウィリスさん, Uirisu-san)
Сейю: Томомічі Нішімура

### Бостон, Массачусетс
лікар Чарлі Амес (яп. チャーリー・エームズ博士, Chārī Ēmuzu Hakase)
Сейю: Ясуо Марамацу
Джеймі «Юний лорд Джеймс» Мерфі (яп. ジェイミー・マーフィー, Jeimī Māfī)
Сейю: Наоко Ватанабе
Мікі Мерфі (яп. ミッキー・マーフィー, Mikkī Māfī)
Сейю: Кьоко Тонґу
Седі Дін (яп. サディ・ディーン, Sadi Dīn)
Сейю: Рей Сакума
Бет (яп. ベス, Besu)
Сейю: Санае Такаґі
Бетті Мерфі (яп. ベティ・マーフィー, Beti Māfī)
Сейю: Томіе Катаока

### Родина Ветербисів
Делла Ветербі (яп. デラ・ウェザビー, Dera Uezabī)
Сейю: Ріхоко Йошіда
Рут Ветербі (яп. ルース・ウェザビー, Rūsu Uezabī)
Сейю: Масако Ікеда
Доріс Ветербі (яп. ドリス・ウェザビー, Dorisu Uezabī)
Сейю: Аріма Мідзука

### Друзі родини Ветербисів
Мері (яп. メアリー, Mearī)
Сейю: Шінобу Адачі
С'юзі (яп. スージー, Sūjī)
Сейю: Юмі Такада
Бриджет (яп. ブリジット, Burijitto)
Сейю: Нацумі Сакуда
Перкінс (яп. パーキンス, Pākinsu)
Сейю: Ямада Кеатон

## Список серій
1. Донька священика
2. Таточку, будь ласка не помирай
3. Гімн на пагорбі!
4. Незнайоме місто
5. Обіцянка Ненсі
6. Метушня з покупками нового одягу
7. Радісне покарання
8. Загадковий пан
9. Ми тебе не покинемо
10. Треба щось придумати
11. Ліс Пенделтон
12. Сюрприз для пані Сноу
13. Бідолашна тітонька
14. Спогади минулого
15. Дивовижні ліки
16. Тіточко, не сердьтеся!
17. Я люблю лікаря Чілтона
18. Таємниця Пенделтона
19. Страшна таємниця
20. Полліанно, обережно!
21. Страшний діагноз
22. Я не можу ходити
23. Я не можу знайти радість
24. Я хочу знову ходити!
25. Складна операція
26. Полліанно, не вмирай!
27. Квітка кохання
28. Нові неприємності
29. До побачення, Белдінгсвіл
30. Життя в Бостоні
31. Чіпмен зник
32. Полліанна заблукала
33. Де Чіпмен?
34. Сумна таємниця пані Керрі
35. Молодий лорд Джеймс
36. Ангел з глушини
37. Мені потрібен справжній Джеймі
38. Чому не можна стати щасливою
39. Випадок на прощальній вечірці
40. Весела екскурсія по Бостону
41. Починається буря
42. Зворотна дорога
43. Лікарю Чілтон, не вмирай
44. Сум залишиться позаду
45. Закинутий сад
46. Загадка Джеймі Кента
47. Небезпечна гра
48. Джиммі, врятуй мене
49. Минуле прояснюється
50. Я — Джеймі
51. Щастя поряд

## Заставки
- Заставки відкривання:

1. «Shiawase Carnival (Happy Carnival)» у виконанні Youki Kudoh (серії 01–27)
2. «Hohoemu Anata ni Aitai» by Youki Kudoh (серії 28–51)

- Заставки закривання:

1. «Ai ni Naritai (I Want to Become Love)» у виконанні Youki Kudoh (серії 01–27)
2. «Shiawase [Happiness]» by Youki Kudoh (серії 28–51)